# ポール・マンツ
ポール・マンツ（Albert Paul Mantz、1903年8月2日 - 1965年7月8日）は、1930年代から墜落事故で死亡する1960年代半ばまでエアレース、映画でのスタント・パイロット及びコンサルタントとして著名なパイロットである。ハリウッドとエアレースという2つの舞台で名声を得た。

## 初期の履歴
ポール・マンツ（生涯この名前で通した）は学校長の息子に生まれ、カリフォルニア州のレッドウッドシティで育った。マンツの飛行への興味は早い時期、まだ幼い少年の頃から育まれ、キャンバス製の翼で庭の木の枝から初飛行を試みようとした時は母親に止めさせられた。1915年の12歳の時にサンフランシスコで開催されたサンフランシスコ万国博覧会に行き、世界的に有名なリンカーン・ビーチーが自身の新しい単葉機リンカーン・ビーチー・スペシャルを初めて飛行させたのを目撃した。
マンツは1919年のスペインかぜが流行した時に霊柩車の運転で稼いだ金で16歳の時に飛行訓練を始めた。個人パイロットの資格を取得するために飛行時間を重ねていったが、マンツは教官の死亡事故を見て飛ぶこと全てを止めてしまった。
1924年9月24日にマンツは、世界一周飛行の記念式典が行われるサンフランシスコに向かう途中の飛行場で「立ち往生」しているダグラス DWC機に自分の車のバッテリーを貸したことで有名な飛行記録に一役買うことになった。マンツはクリシー飛行場で開催された催し物に招待され、そこでは著名な軍の飛行士達がマンツに軍の飛行士になるように勧めた。

## 米陸軍飛行幹部候補生
マンツはカリフォルニア州のマーチ飛行場にあるアメリカ陸軍飛行学校への入学に応募したが、入校資格には少なくとも2年間の大学教育が必要だと言われた。スタンフォード大学の用箋を使用した企みにうったえたらしく、マンツは何とか偽の書類を使って入校の許可を取り付け士官候補生となることに成功した。（マンツはちゃっかりと自分の過去の飛行経験に関することも公式には申告しなかった）
マーチ飛行場での訓練の卒業を目前にした1927年にマンツはコーチェラ渓谷上空を単独飛行しているとインディオから列車がひらけた砂漠の台地の長い勾配を西に向けて上っているのを発見した。マンツは機体を捻って降下させ線路まで数フィートの高度で水平に戻し、機関士が繰り返し警笛を鳴らすまで列車に相対して飛行させた。最後の瞬間でマンツは機首を上げ、「勝利の横転」をしてみせてから飛び去った。この手の危険な曲芸飛行は1920年代の航空規則の緩やかな時代ではかなり一般的なことであったが、その列車の乗客の中には卒業式に出席するためにマーチ飛行場に向かっていた高位の将校がおり、マンツは直ぐに陸軍から除隊させられた。伝えられるところによれば、教官はマンツに彼が類まれなる操縦士になる素質を持っていることを明言し、航空業界で仕事を続けるように励ましたとされている。

## ハリウッドのスタント・パイロット
短期間民間の航空業界で働いた後でマンツは、当時映画のスタント・パイロットが大金を稼いでいることに魅かれてハリウッドに行った。主な資格は映画パイロット協会（Associated Motion Picture Pilots、AMPP）の会員であることであったが、この会員資格は企業に雇用されていなければ取得できなかった。名前を売り込むために1930年7月6日にマンツはサン・マテオ空港の記念式典の一環として46回の連続外回りループの記録を樹立した。マンツは手練のパイロットであるという名声を得たが、AMPP会員の資格は無く依然としてハリウッドで仕事はできなかった。1931年にマンツは映画『躍る幽霊』の中で渓谷を降下していくように要求され、シカモアの木が突き出しているのを見落とした。判断の誤りでマンツは木の中に激突したがカメラマンは望み通りの画を撮り、マンツはAMPPの会員資格を手に入れた。
マンツの初期の顧客の中にハワード・ヒューズがいた。安定したスタント飛行の仕事を見つけるのにてこずった挙句、マンツは1932年の映画『エアメイル』でステアマン機を両翼から各々5 ft 以下の余裕でハンガーの中をくぐらせるという特段危険な仕事を請けた。伝えられるところによるとマンツは、その挑戦を飛行計画の途中の一つの課題として取り扱い、これはその後映画の中でスタント飛行を行うほとんどのパイロットとマンツを明瞭に区別することになった。
『エアメイル』はヒット作となり、掠りもせずにハンガーの中を飛び抜けることに成功したという話が広まるとマンツの仕事は増え、彼のスタント飛行に関する専門的なアイデアは徐々に映画製作者側に受け入れられていった。バーバンクのユナイテッド空港にあるマンツの設立して間もない会社「ユナイテッド・エア・サービシズ」社は、即応できる航空機とパイロット、標準的な料金、事故や待ち時間による金銭的負担からプロデューサーを開放する保険を提供した。映画製作者の製作する航空関連の映画の増加に連れ大衆の飛行に対する熱狂が高まると共にマンツの会社も着実に成長していった。マンツのチャーター便の会社「ポール・マンツ・エア・サービシズ」社（冗談めかして「ハネムーン・エクスプレス」と綽名された）も繁盛し、ハリウッド・スターの間のお気に入りとなり、クラーク・ゲーブルやジェームズ・キャグニーといった多くのスターが知り合いとなった。マンツのヘリコプターの1機が2枚組み特別版DVD『ロビンフッドの冒険』に収録されているエロール・フリンのドキュメンタリー短編映画『クルーズ・オブ・ザック』（Cruise of the Zac、1952年）の中に出ている。

## その他の活動
この期間にマンツは、深海潜水士を彼の命が救える減圧チャンバーのあるメア・アイランド海軍基地へ搬送、損壊し始めたボートから15名のメキシコ人漁師を無事救出、サンタバーバラの山岳地帯で動きの取れなくなった53名の消防士に補給物資を投下して援助（マンツは物資投下のために猛火の中を低空で飛行しなければならなかった）といった数々の「救難」飛行を行った。トム・ミックスが事故死した後でミックスの遺体を自宅まで搬送する役目でもマンツが選ばれた。
1937年にアメリア・イアハートが西太平洋で行方不明になる前の数ヶ月間、マンツは技術アドバイザーとしてイアハートに長距離飛行と航法の技術を伝授した。（マンツは頓挫したイアハートの最初の世界飛行に副操縦士として同行する予定であった）
1930年代終わりにマンツはエアレースにも熱中した。マンツは自身のロッキード オライオンでロスアンジェルスからクリーブランドまでの大陸横断競争のベンディックス・トロフィーに参加し、1938年と1939年に3位を獲得した。

## 第二次世界大戦
第二次世界大戦中にマンツは召集され、少佐に任命されて（後に大佐に昇進）カリフォルニアの第1映画部隊（First Motion Picture Unit、FMPU）に配属された。1944年8月に名誉除隊となりマンツは映画の仕事のために戦時余剰物資の爆撃機と戦闘機（ノースアメリカン P-51 マスタングを含む）475機を5万5,000 US$で購入した。マンツは冗談で自分は世界で6番目に大きい空軍の所有者だと言い、投資から得た最初の利益として購入した航空機に搭載されていた燃料を売却した。僅か12機を手元に残し、マンツは自分の「空軍」の残りを「スクラップ」として売り払い相当な利益を手に入れた。

## レーサー
マンツは手元にある映画撮影用の航空機の中からベンディックス・トロフィー用のレーサーに改造するために1機のP-51を選び出した。マンツと長年共にしてきた整備士のコート・ジョンソン（Cort Johnson）は、全ての軍用装備品を取り外し、主翼に燃料タンクを備え付けるように改造してP-51Cをすっかり組み立てなおした。1946年のベンディックス・トロフィーでは全ての参加者が戦時中の機体を改造した似たような航空機を飛ばしたが、マンツが平均速度435 mph で勝利した。マンツはベンディックス・トロフィーで前人未到の3年連続優勝（1946 - 1948）を成し遂げ、12万5,000 US$もの賞金を稼いだ。

## 戦後の映画界で
1945年にマンツはカーチス P-40を飛ばして映画『空軍極秘作戦』の空中シーンを監督した。『頭上の敵機』では降着装置を出せずに強行着陸するボーイング B-17の操縦をして、この場面は幾つもの映画で再利用された。マンツの飛行だけの最も長期の仕事は1950年代終わりのTVシリーズ『スカイキング』であった。
マンツはシネラマ紀行映画の撮影用に改装したノースアメリカン B-25爆撃機を操縦した。ドキュメンタリー『シネラマ・アドベンチャー』内でのマンツのカメラマンへのインタビューによると、一例としてマンツが活火山を越えようと飛行していると酸素欠乏が原因でエンジンが停止し、かろうじて火山の火口に墜落するのを免れたことがあったという。
1961年の58歳の時にマンツはパイロットのフランク・トールマンと共に映画やテレビ番組製作者にスタント飛行と航空機機材を提供するトールマンツ・アビエーション（Tallmantz Aviation）社を設立した。

## 家族
1932年にマンツは、以前自分の飛行訓練生の一人だったマートル・ハービー（Myrtle Harvey）と結婚したが1935年に離婚した。2年後にテリー・マック・マイナー（Terry Mac Minor）と再婚し、息子のポール（Paul）を儲ける一方、後にテリーの2人の子供ロイ（Roy）とテリタ（Terita）を引き取った。一家はニューポートビーチの外れのバルボア・アイランドに住み、そこにヨットを持っていた。エアレースと映画の仕事の双方で長年成功を収めてきたことでマンツは1000万ドル以上の財産を蓄え、1965年の時点で引退を考えていた。共同経営者のフランク・トールマンが不測の事故で脚を骨折した時に、マンツは最後の映画の空中シーンの撮影を終えようとしていた。

## 死
マンツは、ロバート・アルドリッチの監督/プロデュース作品の映画『飛べ!フェニックス』を撮影中の1965年7月8日に死亡した。この映画用に特別に製作された非常に奇抜な航空機のトールマンツ フェニックス P-1を飛ばしている時にマンツはテイク2の撮影のためにアリゾナ州の砂漠の撮影現場を掠めて飛んでいるときに小さな丘に機体を引っ掛けてしまった。マンツは即座にスロットルを全開にして体勢を立て直そうとしたが過度の荷重が掛かった機体は2つに折れ、逆立ち状態になり地面に叩きつけられてマンツはあっさりと死んでしまった（コックピット内でマンツの後に立ち、ハーディ・クリューガーの演じた役を代行していたスタントマンのボビー・ローズは重傷を負った）。
連邦航空局（FAA）の調査では、マンツが飛行前にアルコールを摂取していたことを指摘し、この結果マンツの「対応能力と判断力」が減じたため事故に繋がったと報告している。13年後にマンツの共同経営者のフランク・トールマンも飛行機事故で死亡した。
映画『飛べ!フェニックス』の最後のクレジットでポール・マンツへの献辞が流れる。「素晴らしき人物、卓越した飛行家であるポール・マンツがこの映画の製作に命を捧げたことを・・・忘れてはならない。・・・」（"It should be remembered... that Paul Mantz, a fine man and a brilliant flyer, gave his life in the making of this film...）
| 「 | 俺はスタント・パイロットなんかじゃない。緻密なパイロットなんだよ。 | 」 |
| —  |                                                                    |    |

## 受賞
- ベンディックス・トロフィー 1946年、1947年、1948年　優勝
- モータースポーツの殿堂 1992年
- 航空ショー国際委員会財団の殿堂（International Council of Air Shows Foundation Hall of Fame）[16] 2006年